# Châteaumeillant
Châteaumeillant település Franciaországban, Cher megyében. Lakosainak száma 1666 fő (2022. január 1.). Châteaumeillant Beddes, Saint-Jeanvrin, Saint-Maur, Saint-Saturnin, Lignerolles, Néret, Urciers és Vicq-Exemplet községekkel határos.

## Népesség
A település népességének változása:
| Lakosok száma | 2394 | 3062 | 3130 | 3866 | 3756 | 2930 | 2429 | 2088 | 1780 | 1666 |
|               | 1793 | 1836 | 1861 | 1886 | 1911 | 1936 | 1975 | 2007 | 2017 | 2022 |